# 清化寺 (北京)
清化寺（后讹作清华寺），位于北京市东城区清华街7号，是汉传佛教寺院。清华街原名清化寺街，即因该寺而得名。2013年1月被东城区文化委员会以“敕建清华禅林”之名列为北京市东城区普查登记文物挂牌保护。

## 简介
《钦定日下旧闻考》卷五十八记载：

原：清化寺在正东坊，有勅建碑。（明《顺天府志》）
补：清化寺在三里河阳，宣德壬子奉圣夫人东安里王妙秀，命其弟义勇后卫百户荣，以赐金买故保安寺基，即蔬圃为寺，落成于正统甲子。有奉议大夫金陵宋拯撰碑。正德壬申四月望毁于火，癸酉二月重建，乙亥五月讫工。有右中允濮阳李廷相碑。（《隩志》）
臣等谨按：清化寺今存，其街即以是得名。宋拯碑今存。又有明正德壬申年修撰李廷相重修碑。
原：程敏政宿清化寺诗：早脱朝簮出帝城，喜分禅榻坐深更。顿疑身在山中住，追笑诗从马上成。把钓未应归计拙，照人偏爱佛灯明。沉酣一夜清无梦，蕉鹿当年亦浪惊。（《篁墩集》）

由此可见，该寺明朝宣德壬子年（宣德七年，1432年）始建，正统甲子年（1444年）完工，正德壬申年（1512年）被火灾烧毁，正德乙亥年（1515年）重建完工。
《宸垣识略》载：“清化寺，在正东坊，三里河阳。明宣德壬子，奉圣夫人东安里王妙秀，命其弟义勇后卫百户荣，以赐金买保安寺基，即蔬圃为寺，今存。其街即以寺得名。”
《北京寺庙历史资料》记载着中华民国时期该寺的登记信息：

清化寺，坐落外五区界清化寺街二十二号，建于明宣德七年，属募建。本庙面积六亩七分，房屋八十四间。管理及使用状况为历代保存无损，由显瑞管理。庙内法物有前殿弥陀木像，天王泥像，韦驮木像共六尊，中殿释迦铜佛，如来铜佛，阿弥陀铜佛共三尊，木罗汉像二十尊，三士木像三尊，后殿观音木像三尊，文殊木像一尊，西配殿达摩木像一尊，东配殿关圣泥像三尊，木长方供桌六张，木鼓一个，木质五供七件，锡质五供十四件，大铜钟一口，小铁钟一口，铜磬一口，铁磬两口，乐器二份，金刚般若经两部，残缺功课经二百余本，另有槐树三株，石碑一座，水井一眼。

清化寺 （僧庙）坐落外五区清化寺街二十二号，建于明宣德七年，属募建。不动产土地六亩七分，佛殿十七间，群房七十八间。管理及使用状况为自行管理，佛殿群房除供佛外，余皆出租。庙内法物有大铜钟、铜磬、小铁钟各一口，铁磬两口，锡五供十五件，木供器七件，供桌六张，木鼓一个，铁五供五件，乐器两份，铜佛像五尊，木佛像二十九尊，泥佛像十四尊，金刚经两部，功课经二百余本，另有石碑一座，水井一眼。”
该寺始建于明朝，清朝重修。大雄宝殿为庑殿顶，是北京南城唯一一座庑殿顶庙宇建筑。该寺坐北朝南，原来有山门三间，门额石匾上书“敕建清化禅林”。整个寺院分为三进院落。后殿在两广路建商业街时被拆除。各配殿被居民拆除改建。2014年修缮前，早已年久失修，仅存前殿和大雄宝殿，并有诸多险情，前殿和大雄宝殿建筑面积112.11平方米，当时前殿和大雄宝殿内有现状居民6户，企事业单位1家。2014年修缮时，大雄宝殿及周边平房为东城区房屋土地经营管理二中心直管公房。为抢救保护文物，经东城区名城办审核、东城区人民政府批准，前殿和大雄宝殿的腾退修缮工程被列入名城保护专项资金支持项目。2014年，东城区房屋土地经营管理二中心完成了6户居民的搬迁安置，同年东城区文化委员会组织实施了大雄宝殿的修缮工作。但前殿因被那家企事业单位占用而未能腾退修缮。2016年，东城区推动该寺二期腾退修缮工作。